# Muaro Jambi
Muaro Jambi ist ein indonesischer Regierungsbezirk (Kabupaten) in der Provinz Jambi auf der indonesischen Insel Sumatra. Ende 2023 leben hier 442.788 Menschen, davon sind 227.766 (51,44 %) männlich und 215.022 (48,56 %) weiblich – auf 100 Frauen kommen also (rechnerisch) 105,93 Männer (bzw. 94,40 Frauen auf 100 Männer). Der Regierungsbezirk liegt bevölkerungsmäßig auf Platz zwei aller elf Verwaltungseinheiten der zweiten Ebene (Kota + Kabupaten) in der Provinz Jambi, flächenmäßig wird der sechste Platz belegt. Die Bevölkerungsdichte liegt über dem Provinzdurchschnitt von 76,7 Einwohnern je km².

## Geographie

### Lage
Der Kabupaten Muaro Jambi liegt im Südosten der Provinz Jambi im Binnenland und grenzt im Nordosten und Osten an den Kabupaten Tanjung Jabung Timur, im Nordwesten an Tanjung Jabung Barat sowie im Westen an Batang Hari. Provinzgrenzen bestehen im Süden mit der Provinz Sumatra Selatan (Kabupaten Musi Banyuasin). Außerdem ist die Provinzhauptstadt und autonome Stadt (Kota) Jambi ringsum vom Regierungsbezirk Muara Jambi umgeben. Geografisch werden die Koordinaten zwischen 1° 15′ und 2° 20′ s. Br. sowie zwischen 103° 10′ und 104° 20′ belegt.

## Verwaltungsgliederung
Der Regierungsbezirk Muaro Jambi gliedert sich seit 2009 in 11 Distrikte (indonesisch Kecamatan) mit 150 Dörfern, 5 davon waren als Kelurahan städtisch geprägt. Die Kelurahan teilen sich in 456 Dusun, die (ländlichen) Desa in 1916 RT (Rukun tetangga).
| Code 1   | Kecamatan Distrikt | Ibu Kota Verwaltungssitz | Fläche (km²) 6 | Einw. Zensus 2010 2 | Volkszählung 2020 | Volkszählung 2020 | Volkszählung 2020 | Anzahl der Desa/Kel. |
| Code 1   | Kecamatan Distrikt | Ibu Kota Verwaltungssitz | Fläche (km²) 6 | Einw. Zensus 2010 2 | Einw. 3           | 0Dichte 40        | Sex Ratio 5       | Anzahl der Desa/Kel. |
| -------- | ------------------ | ------------------------ | -------------- | ------------------- | ----------------- | ----------------- | ----------------- | -------------------- |
| 15.05.01 | Jambi Luar Kota00  | Pijoan                   | 280,12         | 58.380              | 69.835            | 249,3             | 104,25            | 19 / 1               |
| 15.05.02 | Sekernan           | Sengeti                  | 671,60         | 39.754              | 45.207            | 67,3              | 106,55            | 15 / 1               |
| 15.05.03 | Kumpeh             | Tanjung Mulya            | 1.658,93       | 24.712              | 24.809            | 15,0              | 108,79            | 16 / 1               |
| 15.05.04 | Maro Sebo          | Jambi Kecil              | 261,47         | 28.179              | 21.368            | 81,7              | 105,38            | 11 / 1               |
| 15.05.05 | Mestong            | Sebapo                   | 474,70         | 37.490              | 40.294            | 84,9              | 107,63            | 14 / 1               |
| 15.05.06 | Kumpeh Ulu         | Pudak                    | 386,65         | 45.991              | 58.645            | 151,7             | 106,14            | 18                   |
| 15.05.07 | Sungai Bahar       | Marga Manunggal Jaya     | 160,50         | 51.170              | 28.359            | 176,7             | 107,20            | 11                   |
| 15.05.08 | Sungai Gelam       | Sungai Gelam             | 654,41         | 57.276              | 70.392            | 107,6             | 107,81            | 15                   |
| 15.05.09 | Bahar Utara        | Talang Bukit             | 167,26         | ¨¨                  | 13.595            | 81,3              | 107,30            | 11                   |
| 15.05.10 | Bahar Selatan      | Tanjung Mulya            | 195,69         | ¨¨                  | 16.349            | 83,5              | 109,74            | 10                   |
| 15.05.11 | Taman Rajo         | Kemingking Dalam         | 352,67         | ¨¨                  | 13.164            | 37,3              | 107,80            | 10                   |
| 15.04    | Kab. Muaro Jambi   | Sengeti                  | 5.264,00       | 342.952             | 402.017           | 76,4              | 106,73            | 145 / 5              |

### Soziale Daten 2020
| Merkmal                                                            | Kabupaten | 0Provinz Jambi0 |
| ------------------------------------------------------------------ | --------- | --------------- |
| Bevölkerung unterhalb der Armutsgrenze (Tsd.)0                     | 17,30     | 277,80          |
| Anteil der „armen Bevölkerung“ (indonesisch Penduduk miskin) (%)00 | 03,83     | 007,58          |
| Arbeitslosenrate (%)                                               | 05,43     | 005,13          |
| Lebenserwartung bei der Geburt (Jahre)                             | 69,17     | 073,33          |
| HDI-Index                                                          | 74,06     | 071,29          |
| Analphabetenquote (in %, 15+ J.)                                   | 00,58     | 001,64          |
| Anteil der Altersgruppen                                           | 0Real0    | 0Prozentual0    |
| Kinder (<15 J.)                                                    | 106.937   | 026,60          |
| arbeitsfähige Bevölkerung (15–64 J.)                               | 281.041   | 069,91          |
| Rentner und Pensionäre (>65 J.)                                    | 014.039   | 003,49          |

## Demographie
Beim Zensus 1990 wurden 170.882 Personen gezählt. Bei der Volkszählung 2000 betrug der Frauenanteil 48,33 Prozent (oder 113.079 vom 233.993), zehn Jahre später war der Anteil etwas gesunken (48,18 % bzw. 165.240 von 342.952). Die letzte Volkszählung 2020 ermittelte schließlich einen Frauenanteil von 48,37 Prozent, entsprechend 194.469 Frauen von 402.017 Personen.
Der Islam war und ist die vorherrschende Religion. Im Jahr 2020 bekannten sich 94,34 Prozent der Bevölkerung hierzu. Die Christen waren mit 20.510 Gläubigen (5,25 %) vertreten, davon waren 18.601 Protestanten, die meisten Christen lebten im Distrikt Jambi Luar Kotan. Es gab 428 Moscheen und 722 kleinere Gebetsräume (Mushola). Den Christen standen 37 Kirchen (22 kathol. und 15 prot.) zur Glaubensausübung zur Verfügung. Nicht unerwähnt bleiben sollten 1.375 Buddhisten (0,35 %), die aber über kein Kloster verfügten:

### Aktuelle Bevölkerungsdaten zur Bevölkerungsfortschreibung
Nachfolgende Tabelle gibt den Einwohnerstand der elf Kecamatan nach Geschlecht vom Jahresende 2022 und zum Jahresende 2023 wieder. Er resultiert aus den Ergebnissen der Fortschreibung durch die örtlichen Zivilregistrierungsbüros (Disdukcapil, indonesisch Dinas Kependudukan dan Pencatatan Sipil). Die Jahresendstände können in zwei interaktiven Karten abgerufen werden
| Kecamatan          | Jahresende 2022 2 | Jahresende 2022 2 | Jahresende 2022 2 | Jahresende 2022 2 | Jahresende 2023 2 | Jahresende 2023 2 | Jahresende 2023 2 | Dichte 2023 | Sex Ratio 2023 3 |
| Kecamatan          | Fläche (km²)      | Bev. insg.        | männl.            | weibl.            | Bev. insg.        | männl.            | weibl.            | Dichte 2023 | Sex Ratio 2023 3 |
| ------------------ | ----------------- | ----------------- | ----------------- | ----------------- | ----------------- | ----------------- | ----------------- | ----------- | ---------------- |
| Jambi Luar Kota 00 | 345,26            | 72.112            | 36.881            | 35.231            | 74.178            | 37.992            | 36.186            | 214,8       | 104,99           |
| Sekernan           | 652,50            | 49.097            | 25.195            | 23.902            | 50.142            | 25.678            | 24.464            | 76,8        | 104,96           |
| Kumpeh             | 2.012,45          | 26.717            | 13.840            | 12.877            | 26.969            | 13.988            | 12.981            | 13,4        | 107,76           |
| Maro Sebo          | 186,37            | 23.331            | 11.980            | 11.351            | 23.997            | 12.313            | 11.684            | 128,8       | 105,38           |
| Mestong            | 480,22            | 43.155            | 22.262            | 20.893            | 44.469            | 22.932            | 21.537            | 92,6        | 106,48           |
| Kumpeh Ulu         | 347,28            | 63.604            | 32.615            | 30.989            | 65.459            | 33.507            | 31.952            | 188,5       | 104,87           |
| Sungai Bahar       | 167,59            | 30.540            | 15.706            | 14.834            | 31.596            | 16.294            | 15.302            | 188,5       | 106,48           |
| Sungai Gelam       | 645,30            | 75.237            | 38.925            | 36.312            | 78.208            | 40.371            | 37.837            | 121,2       | 106,70           |
| Bahar Utara        | 174,31            | 14.437            | 7.435             | 7.002             | 14.686            | 7.509             | 7.177             | 84,3        | 104,63           |
| Bahar Selatan      | 186,61            | 17.881            | 9.334             | 8.547             | 18.516            | 9.642             | 8.874             | 99,2        | 108,65           |
| Taman Rajo         | 309,88            | 14.434            | 7.464             | 6.970             | 14.568            | 7.540             | 7.028             | 47,0        | 107,29           |
| Muaro Jambi        | 5.507,77 1        | 430.545           | 11^.637           | 208.908           | 442.788           | 227.766           | 215.022           | 80,4        | 105,93           |

### Verzeichnis der Kelurahan
Die nachfolgende Liste gibt den Einwohnerstand zum Jahresende 2022 (Semester II/2022) und genau ein Jahr später für alle Kelurahan im Bezirk Muaro Jambi wieder. Innerhalb eines Jahres stieg die Einwohnerzahl der 5 Kelurahan um 297.
Neben der Fläche und den Einwohnerzahlen sind auch deren Zugehörigkeiten zu den fünf Kecamatan aufgeführt, ebenso die errechneten Ergebnisse der Bevölkerungsdichte (in Einw. je km²) sowie des Geschlechterverhältnisses (Sex Ratio). Als erste Spalte ist der Strukturcode des indonesischen Innenministeriums angegeben. Er gibt gleichfalls Aufschluss über die Zugehörigkeit der Dörfer zu den übergeordneten Verwaltungsebenen: Die ersten drei Zahlenpärchen werden durch Punkte getrennt und geben die Provinz, den Regierungsbezirk (Kabupaten) und den Distrikt (Kecamatan) an. Als letztes folgt nach einem weiteren Trennungspunkt der vierstellige „Dorfcode“ – wobei städtisch geprägte Kelurahan immer mit 1 und „normale“ (ländliche) Desa mit einer 2 beginnen. Die Statistikseiten von BPS (Badan Pusat Statistik) verwenden eine andere Nomenklatur, auf die hier nicht näher eingegangen werden soll, da sie nur bei den Volkszählungen Anwendung findet.
Wie bei vorstehender Tabelle entstammen alle Daten der Fortschreibung durch die örtlichen Zivilregistrierungsbüros (Disdukcapil).
| Struktur- code | Kecamatan         | Kelurahan   | Bevölkerung am Jahresende 2022 | Bevölkerung am Jahresende 2022 | Bevölkerung am Jahresende 2022 | Bevölkerung am Jahresende 2022 | Bevölkerung am Jahresende 2023 | Bevölkerung am Jahresende 2023 | Bevölkerung am Jahresende 2023 | Bevölkerung am Jahresende 2023 | Bevölkerung am Jahresende 2023 |
| Struktur- code | Kecamatan         | Kelurahan   | Fläche (km²)                   | Gesamt                         | männlich                       | weiblich                       | Gesamt                         | männlich                       | weiblich                       | Dichte                         | Sex Ratio                      |
| -------------- | ----------------- | ----------- | ------------------------------ | ------------------------------ | ------------------------------ | ------------------------------ | ------------------------------ | ------------------------------ | ------------------------------ | ------------------------------ | ------------------------------ |
| 15.05.01.1003  | Jambi Luar Kota00 | Pijoan      | 14,98                          | 5.871                          | 2.974                          | 2.897                          | 5.985                          | 3.062                          | 2.923                          | 399,5                          | 104,76                         |
| 15.05.02.1010  | Sekernan          | Sengeti     | 15,00                          | 8.697                          | 4.404                          | 4.293                          | 8.821                          | 4.454                          | 4.367                          | 588,1                          | 101,99                         |
| 15.05.03.1008  | Kumpeh            | Tanjung     | 208,21                         | 4.583                          | 2.355                          | 2.228                          | 4.539                          | 2.335                          | 2.204                          | 21,8                           | 105,94                         |
| 15.05.04.1002  | Maro Sebo         | Jambi Kecil | 12,26                          | 2.804                          | 1.415                          | 1.389                          | 2.867                          | 1.442                          | 1.425                          | 233,8                          | 101,19                         |
| 15.05.05.1009  | Mestong           | Tempino     | 15,49                          | 6.097                          | 3.110                          | 2.987                          | 6.137                          | 3.124                          | 3.013                          | 396,2                          | 103,68                         |

## Geschichte
Das Gebiet des heutigen Kabupaten lag in der 1956 gebildeten Provinz Sumatra Tengah (Zentralsumatra) und bestand damals aus den vier Regionen (Kewedanaan) Bangko, Sarolangun, Bungo und Tebo. Nach der Auflösung dieser Provinz durch das Notstandsgesetz Nr. 19/1957 und Aufspaltung in die Provinzen Sumatra Barat, Riau und eben Jambi gehörte der Kabupaten zu letzterer.
Mit dem Gesetz 7/1965 wurde der Kab. Sarolangun Bangko mit den 9 Kecamatan Bangko, Sungai Manau, Tabir, Muara Siau, Jangkat, Sarolangun, Pauh, Batang Asai und Sungai Limun gebildet.
Im Oktober 1999 wurde vom Kab. Batang Hari sechs Distrikte abgetrennt und als neuer Regierungsbezirk Muaro Jambi selbständig.
Aus diesen sechs Kecamatan entstanden dann durch weitere Abtrennungen die Kecamatan
- Sungai Gelam aus Dörfern des Kec. Kumpeh Ulu (Regionalverordnung PERDA 12/2006)
- Taman Rajo aus Dörfern der Kec. Kumpeh und Maro Sebo (PERDA 27/2009)
- Bahar Utara aus Dörfern der Kec. Kumpeh Ulu und Sungai Bahar (PERDA 28/2009)
- Bahar Selatan aus Dörfern der Kec. Sungai Bahar (PERDA 28/2009)